# Brian Irvine
Brian Irvine (Bellshill, 24 maggio 1965) è un ex calciatore scozzese, di ruolo difensore, ottavo per numero di presenze totali (384) nella storia dell'Aberdeen.

## Carriera

### Club
Vanta 17 sfide nelle competizioni UEFA per club

### Nazionale
Il 12 settembre del 1990 esordisce contro la Romania (2-1).

## Palmarès

### Club

#### Competizioni nazionali
- Coppa di Scozia: 2

Aberdeen: 1983-1984, 1985-1986
- Scottish League Cup: 3

Aberdeen: 1985-1986, 1989-1990, 1995-1996